# 70-та піхотна дивізія (Третій Рейх)
70-та піхотна дивізія (Третій Рейх) (нім. 70. Infanterie-Division) — піхотна дивізія Вермахту за часів Другої світової війни.

## Історія
70-та піхотна дивізія була сформована 17 липня 1944 шляхом переформування 165-ї резервної дивізії, що укомплектовувалася особовим складом Вермахту, який мав проблеми з шлунком та шлункова-кишковим трактом, яким була потрібна особлива дієта, звідси й прізвисько «Дивізія білого хліба».
Вона дислокувалася на острові Валхерен, Нідерланди, і була атакована 1-ю канадською армією в листопаді 1944 року. Солдати дивізії напрочуд добре билися в битві при Шельді, але після дев'яти днів боїв були змушені здатися.

## Райони бойових дій
- Нідерланди (липень — листопад 1944).

## Командування

### Командири
- генерал-лейтенант Вільгельм Дасер (нім. Wilhelm Daser) (17 липня — 17 листопада 1944).